# La Gloria (Cabimas)
La Gloria es uno de los sectores que forman la ciudad de Cabimas en el estado Zulia (Venezuela). Pertenece a la parroquia La Rosa.

## Ubicación
Se encuentra entre los sectores Las Cabillas al norte (carretera K), Santa Cruz al este (av Intercomunal), Gasplant al sur y La Montañita y Las Cúpulas al oeste (av Hollywood).

## Historia
Luego del reventón del pozo Barroso II (R4), llegaron obreros de distintas partes de Venezuela a establecerse alrededor del pozo en campamentos improvisados, uno de estos pasó a conocerse como el sector La Gloria. La consolidación de la Gloría demoró más que la de los demás sectores vecinos, terminándose en los 1980's.

## Zona Residencial
Adyacente entre varias calles principales de Cabimas: Hollywood, K, Gasplant, Intercomunal, La Gloria ha tenido oportunidad de desarrollarse, toma su nombre de la calle La Gloria que es una extensión de la calle Churuguara, por lo que a veces el sector es llamado Churuguara. En el sector hay casas quinta y 2 escuelas y 2 clínicas.

## Vialidad y transporte
Está rodeada por calles principales de Cabimas, la av Hollywood, la av Intercomunal, la calle Gasplant y la carretera K. Por La Gloria pasan las líneas El Lucero, Corito (carretera K) y Gasplant (av Hollywood y calle Gasplant).

## Sitios de Referencia
- Autotapicería Leones. Propiedad del Señor Justo Leones. Carretyera K diagonal a la Farmacia Economi-K.
- Hospital Privado El Rosario. Carretera K, por una pasarela también tiene una parte en Las Cabillas.
- Clínica Dental La Gloria. Carretera K